# مطار خريص (القديم)
مطار خريص (القديم) (بالإنجليزية: Khurais Airport (old)) هو مطار صغير بالقرب من مجمع حقل نفط خريص في المنطقة الشرقية من المملكة العربية السعودية.المطار يحتل مساحة صغيرة تقدر ي 0.28 كيلومتر مربع جنوب المجمع الجديد.

## نظرة عامة
تمتلك وتدير المطار شركة أرامكو السعودية، وهي الشركة الوطنية للنفط في المملكة العربية السعودية، الذي يوفر الدعم اللوجستي لمجمع النفط النائي. وتم التخلي عن المطار لفترة طويلة منذ هدم المجمع القديم وتم بناء مطار جديد (مطار خريص) بجوار المجمع الذي أنشئ حديثا كجزء من مشروع خريص.

## المرافق
المطار به بنية تحتية فقيرة حيث أنه مجهز بمدرج قديم واحد طوله 1870 مترا وعرضه 30 مترا بدون ممرات أو محطات. يمكن العثور على مساحة صغيرة من 2،200 متر مربع بين المدرج ومدخل المطار لمواقف الطائرات / الحركة.

## روابط خارجية
- https://skyvector.com/airport/OEKR/Khurais-Airport نسخة محفوظة 22 ديسمبر 2015 على موقع واي باك مشين.